# Уманський (Ленінградський район)
Уманський — селище в Ленінградському районі Краснодарського краю Російсько Федерації. Адміністративний центр Уманського сільського поселення.
Населення — 1275 осіб (за даними перепису 2010 року).
| Росія | Це незавершена стаття з географії Росії. Ви можете допомогти проєкту, виправивши або дописавши її. |